# Parque de la Prehistoria (Italia)

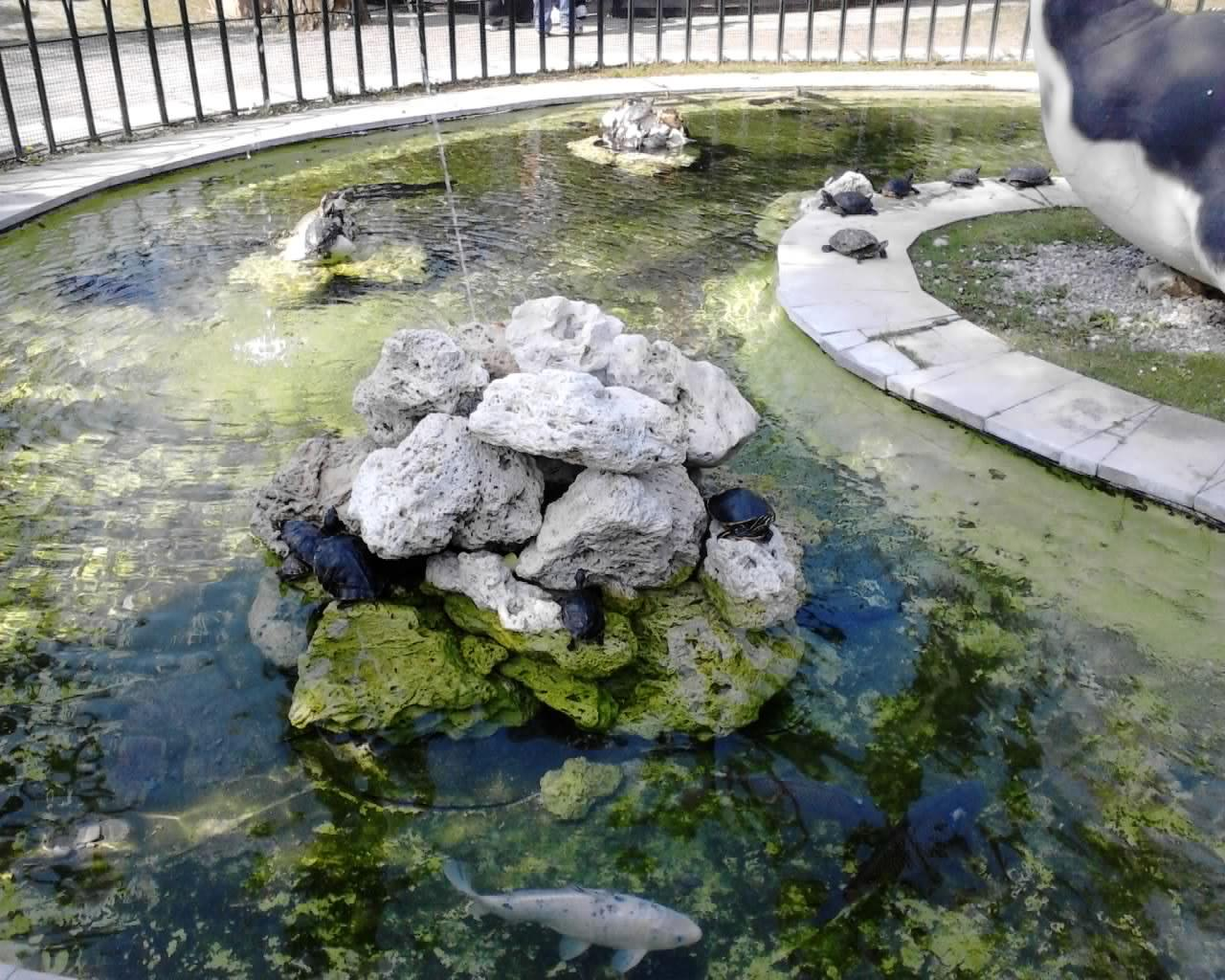
Fuente con tortugas carpas en la entrada del parque.

El Parque de la Prehistoria (en italiano: Parco della Preistoria) es un parque natural italiano de más de 100 hectáreas de bosque secular, situado en periferia del ayuntamiento de Rivolta d'Adda, en la provincia de Cremona, a unos 20 kilómetros al este de Milán. El parque es adyacente al homónimo río Adda y es caracterizado por 30 reconstrucciones de animales prehistóricos (hombres prehistóricos incluidos), un centenar de animales salvajes en semilibertad, un itinerario botánico con plantas insignes, entornos naturales (como: un pantano, prados, lagos, etcétera), áreas pícnic equipáis, bar, parques juegas, un laberinto, exhibiciones de fósiles, etcétera, todo a lo largo de un recorrido sombreado. El acceso al parque es exclusivamente peatonal pero también es permitido el acceso a las bicicletas y a los perros abastecidos de traílla. El parque también es reconocido por varios entes nacionales y locales que testimonian como la validez de la estructura conduce a la educación ambiental, no sólo para niños sino también para adultos.

## Historia del parque
Los primeros trabajos de realización del parque se remontan al marzo de 1976, los que duraron dos años. Del '76 al '78, además de los trabajos de realización, fueron colocadas las reconstrucciones de animales prehistóricos, realizadas con asesoramiento científico, con el objetivo de que parecieran animales verdaderos. En efecto, fue posible crear estas reconstrucciones a partir de los esqueletos fósiles hallados en varios sitios internacionales, en los que fueron bien estudiados y analizados los detalles como los conjuntos de músculos, las partes carnosas y las pieles; de este modo, fue posible realizar modelos en miniatura, seguida por reconstrucciones de fibra de vidrio, cada uno a tamaño natural, justo como estos animales de hace millones de años.
Las otras ampliaciones más significativas han sido:
- septiembre de 1978: abertura e inauguración del parque;
- 1982: inauguración de la exhibición fósiles y minerales;
- 1988: inserción de nuevas estructuras de mejoría de la capacidad de visitadores;
- 2000: inserción de nuevas reconstrucciones de animales prehistóricos;
- 2009: inauguración del museo paleontológico;
- 2013: inserción del Saltriosaurus;
- 2016: inserción del Ticinosuchus y Titanosaurus;
- 2017: inserción del Smilodon;
- 2019: inserción del Diplodocus;
- 2023: inserción del Spinosaurus, movimiento del Allosaurus junto al Stegosaurus e inversión de posición entre Saltriovenator y Scolosaurus.

## Botánica

### Flora del parque
A lo largo de la orilla izquierda del Adda, el parque ofrece la posibilidad de conocer la vegetación de formaciones forestales parciales, en cuántas las selvas de Norte-Italia han estado sometidas, por muchos siglos, a las varias actividades de agricultura, saneamientos y deforestaciones. En este trato del río es, en efecto, posible hallar los últimos bordes de la selva primordial, caracterizada de latifolias caducas. El bosque del parque hospeda, además, especie leñosos frammiste, como: álamos, olmos, robinias, etcétera. Aunque el parque padece de la infiltración de otras especies salvajes (como violetas, prímulas, espinos albares, etcétera) y de los cultivos ancestrales, su sotobosque casi queda apreciable.

### Bosque
El bosque del parque es una mezcla de latifolias caducas. La estructura de la selva es subdividida en tres capas: arbóreo, arbustivo, herbáceo. Aquel arbóreo es constituido por plantas a alto fuste, sobre los 15 m de altura mediana. Las cabelleras de los árboles de esta capa dan una rara cobertura continua, dando la impresión de una selva abierta. La capa arbustiva es caracterizada por plantas a altura variable, de 1 a 7 metros. La capa herbácea es constituida por especies varias, entre los que también especies trepadoras como la yedra.

### El pantano
En la parte terminal del recorrido, hay un pantano, consiguiente del cercano Lago de los Garza. Es caracterizada por una amplia curva, desenvuelta él en el tiempo con el destacamiento del lago emplazado (meandro). También aquí es posible admirar la vegetación en las riberas, caracterizada de: sauces y alerces; el resto es vegetación acuática, caracterizada de: ninfeas, nuphar, berro, etcétera; en las partes cenagosas se notan: espadañas y cañas palustres. El resto de la vegetación, presente en el centro del pantano, es constituida de: plantas sumergidas, plantas flotador, lloradas semisommerse, cañaverales, etcétera.

## Zoología

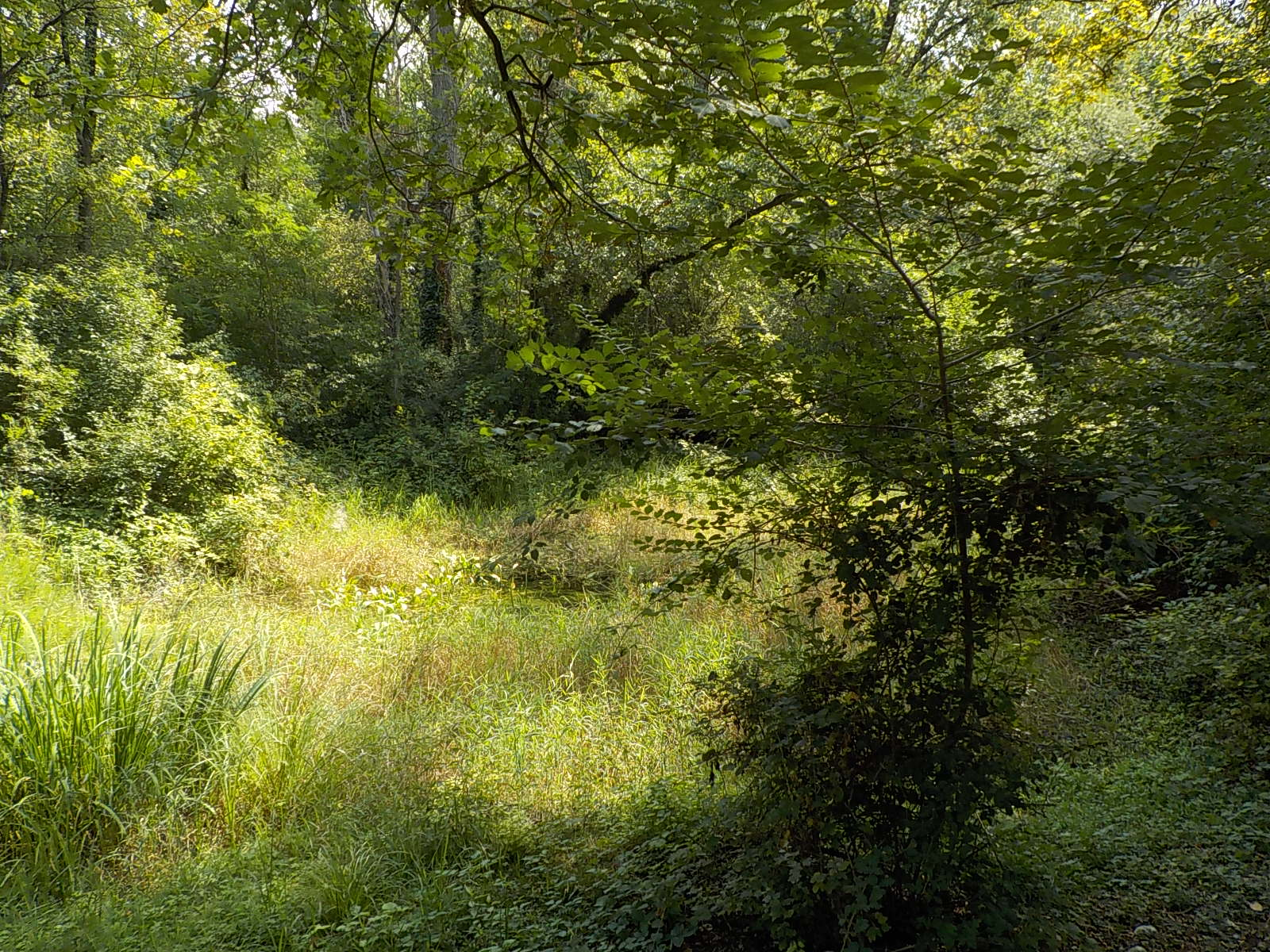
Parco della preistoria

### Fauna del parque
El parque hospeda un gran ecosistema de animales interactivos con el entorno físico. En el parque son presentes pequeños mamíferos, como: liebres (que viven en el soto), ardillas, ratóns campestres, lirones, etcétera. Es también posible, pero no siempre, también avistar de los carnívoros, como: zorros, tejóns, erizo, topos, etcétera. Muy frecuentes y fácilmente notables en el parque soy, obviamente, los insectos, como: ropalóceros, avispóns, abejorros, coccinélidos, mosquitos, chinches, véspidos, apis, sormícidos, etcétera. También hay la presencia de anfibios, como: ranas, bufos, salamandras, tritóns, etcétera. Entre los reptiles están presentes: lacertilios, lagarto verdes, culebra de de aguas (inocuas), etcétera; no os ha sido señalada nunca la presencia de Viperas. Todas este especies animales viven en libertad.
En el parque también hay presentes especies en semilibertad, es decir en amplios cercos, como: ciervos, burros, caballos, cabras, ovejas, gamos, papagayos, pavo, etcétera.

## Reconstrucciones
En lista, son enumeradas las 30 reconstrucciones de las especies con base en el orden de aparición a lo largo de la senda.
- Ticinosuchus;
- Titanosaurus;
- Pterygotus;
- Cephalaspis and Coccosteus;
- Eryops;
- Dimetrodon;
- Moschops;
- Inostrancevia and Scutosaurus;
- Plesiosaurus;
- Allosaurus and Stegosaurus;
- Saltriovenator;
- Brontosaurus;
- Triceratops;
- Spinosaurus;
- Styracosaurus and Gallimimus;
- Scolosaurus and Iguanodon;
- Edmontosaurus;
- Tyrannosaurus;
- Velociraptor;
- Tarbosaurus;
- Proconsul, Australopithecus and Hombres de Cromagnon;
- Gastornis, Smilodon, Platybelodon and Machairodus;
- Pteranodon;
- Oso de las cavernas;
- Mammut;
- Hombres de Neanderthal;
- Diplodocus.